# Когда казаки плачут
«Когда казаки плачут» — советский короткометражный фильм по мотивам «Донских рассказов» Михаила Шолохова. Единственная режиссёрская работа актёра Евгения Моргунова.

## Сюжет
В основе сюжета один из ранних рассказов М. Шолохова «О Колчаке, крапиве и прочем».
Середина 1920-х годов. В родной хутор из города возвращается активистка Настя. С удивлением слушают сельчанки её рассказ о новом быте, пришедшем на смену привычной патриархальной жизни.
В начале казаки только посмеивались, но потом стали замечать, что с каждым днём у них остаётся всё меньше власти в собственном доме. А вскоре их жёны окончательно взбунтовались и перебрались на другую сторону Дона в бывшие панские конюшни.
Старые рубаки, не привыкшие к обыденной женской работе, не умеющие стирать и готовить, послали к беглянкам парламентёра. Те посчитали его речь недостаточно уважительной и отхлестали незадачливого посланца крапивой.

## В ролях
- Эмма Цесарская — Дарья
- Ирина Мурзаева — Прасковья
- Зоя Василькова — Ульяна
- Татьяна Забродина — Дуняша
- А. Андреева — Настя
- Александр Гречаный — Федот Пантелеевич
- Николай Горлов — Стешко
- Георгий Светлани — Сашко
- Владимир Емельянов — судья
- Инга Будкевич — тётка Марина
- Виктор Маркин — Прокофий

В эпизодах:
- Элеонора Шашкова
- Анатолий Алексеев
- Владимир Тягушев
- Карина Шмаринова — молодая казачка
- Екатерина Крупенникова

## Съёмочная группа
- Автор сценария и режиссёр-постановщик: Евгений Моргунов
- Операторы: Леонид Косматов, Игорь Лукшин, Александр Панасюк
- Художник: Владимир Камский
- Композитор: Иван Дзержинский
- Костюмы: В. Кочеткова
- Звукооператоры: Б. Венгеровский, В. Ишунин, Б. Костельцев
- Редактор: О. Хомяков
- Текст песен: Леонид Куксо
- Монтаж: Т. Бурмистрова
- Директора картины: Н. Слиозберг, С. Чепур